# Conotrachelus leucophaeatus
Conotrachelus leucophaeatus – gatunek chrząszcza z rodziny ryjkowcowatych.

## Zasięg występowania
Centralna część Ameryki Północnej, występuje w USA (od Alabamy i Indiany na wsch. po Arizonę i Dakotę Płd. na zach.) oraz w Meksyku.

## Biologia i ekologia
Związany z argemonem meksykańskim z rodziny makowatych. Larwy drążą korytarze w korzeniach i łodygach, zaś imago zjadają wszystkie części rośliny.